# Presidents Cup 2011
De 9de Presidents Cup  werd gespeeld van 17–20 november 2011 op de Royal Melbourne Golf Club in Melbourne, Australië.

## Formule
- Op de eerste dag worden zes partijen gespeeld in foursomes.
- Op de tweede dag worden zes partijen gespeeld als four-ball.
- Op de derde dag worden 's ochtends vijf partijen foursomes gespeeld en 's middags vijf partijen four-ball.
- Op de laatste dag worden twaalf single partijen gespeeld. Het totaal is dus 34 partijen.

De Verenigde Staten wonnen met 19-15. Tiger Woods maakte de winnende putt.

## Teams
Ieder team bestaat uit twaalf spelers en een non-playing captain.
Het Amerikaanse team bestaat uit de 10 hoogst geplaatste spelers van de PGA Tour rangorde over een vastgestelde periode. Het Internationale Team bestaat uit de 10 hoogste geplaatste spelers van de wereldranglijst, exclusief de Ryder Cup spelers van het Europese team. De captains mogen het team aanvullen met twee wildcard-spelers.
- OWGR per 16 oktober 2011

### Team International
| Speler           | Leeftijd | OoM | OWGR | Info                   |
| ---------------- | -------- | --- | ---- | ---------------------- |
| Greg Norman      | 54       | -   | -    | Non-playing captain    |
| Jason Day        | 24       | 1   | 7    | Rookie                 |
| Adam Scott       | 31       | 2   | 8    | 5de deelname           |
| Charl Schwartzel | 27       | 3   | 14   | Rookie                 |
| KJ Choi          | 41       | 4   | 13   | 3de deelname           |
| Kim Kyung-tae    | 25       | 5   | 21   | Rookie                 |
| Retief Goosen    | 42       | 6   | 44   | 6de deelname           |
| Geoff Ogilvy     | 34       | 7   | 38   | 3de deelname           |
| Ernie Els        | 42       | 8   | 45   | 7de deelname           |
| Y.E. Yang        | 39       | 9   | 37   | 2de deelname           |
| Ryo Ishikawa     | 20       | 10  | 46   | 2de deelname           |
| Robert Allenby   | 40       | 13  | 63   | 6de deelname, wildcard |
| Aaron Baddeley   | 30       | 14  | 51   | Rookie, wildcard       |

### Team United States
| Speler         | Leeftijd | Rang | OWGR | Info                   |
| -------------- | -------- | ---- | ---- | ---------------------- |
| Fred Couples   | 52       | -    | -    | Non-playing captain    |
| Matt Kuchar    | 33       | 1    | 9    | Rookie                 |
| Steve Stricker | 44       | 2    | 4    | 4de deelname           |
| Dustin Johnson | 27       | 3    | 5    | Rookie                 |
| Webb Simpson   | 26       | 4    | 10   | Rookie                 |
| Nick Watney    | 30       | 5    | 12   | Rookie                 |
| Phil Mickelson | 41       | 6    | 11   | 9de deelname           |
| Bubba Watson   | 33       | 7    | 16   | Rookie                 |
| David Toms     | 44       | 8    | 19   | 4de deelname           |
| Hunter Mahan   | 29       | 9    | 18   | 3de deelname           |
| Jim Furyk      | 41       | 10   | 30   | 7de deelname           |
| Bill Haas      | 29       | 12   | 20   | Rookie, wildcard       |
| Tiger Woods    | 35       | 29   | 55   | 7de deelname, wildcard |